# Fort Apollonia
Fort Apollonia is een fort gelegen aan de Goudkust en is een handelspost van Nederland en Engeland geweest.

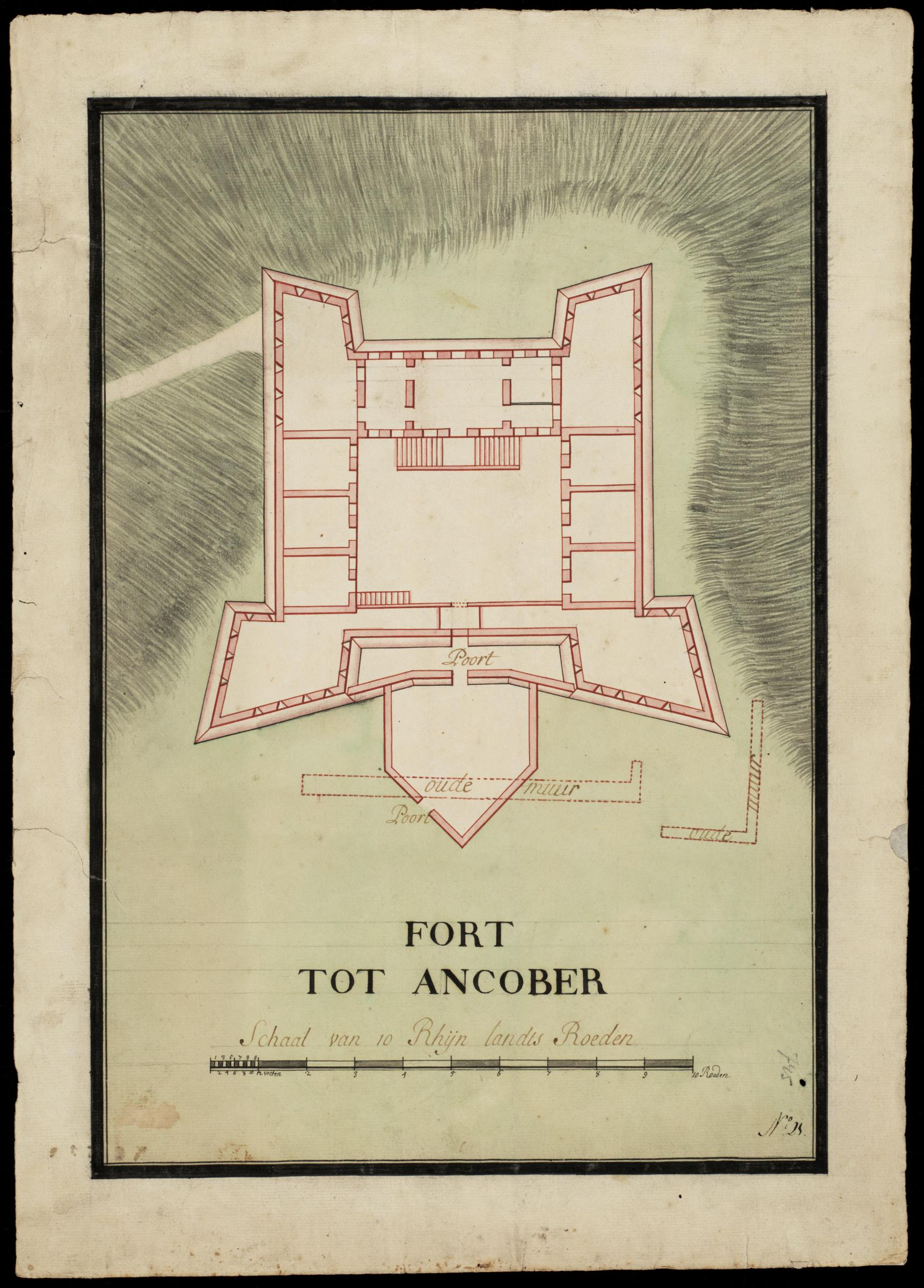
Fort Apollonia, fort tot Ancobar

Het fort is westelijk van de monding van de rivier de Ankobra gelegen, in het gebied Beyin in Ghana. Het is gebouwd op een plek van vlakke stevige zandige grond boven het strand. 
Het bassin Tano en het bos Ankasa in de achterlanden van Beyin zijn rijk aan goud en hout. Alhoewel coastlands voor de fortbouw en havens ongeschikt waren, concurreerden de Europese naties, vooral de Fransen, de Nederlanders en de Engelsen om een steunpunt in dit gebied. Het Engelse Comité van Handelaren, in antwoord op een uitnodiging van Nzema Belangrijkste Amenihyia, bouwde het laatste Engelse fort boven het strand in Beyin. De Engelsen gebruikten slavenarbeid om het fort in de uitgehakte kalksteenrots van een nabijgelegen plaats in 1768-70 te bouwen. De naam Apollonia, die voor het fort werd gekozen, was de naam die de Portugese ontdekkingsreiziger aan het gebied verleende omdat hij de plaats op Sint-Apolloniadag voor het eerst waarnam.
Kort na de afschaffing van de slavenhandel, en daardoor verminderde economische betekenis van de plaats, verlieten de Britten het fort in 1819. In 1868 werd het Fort Apollonia overgedragen aan de Nederlanders die het naar hun koning, Willem III, hernoemden. De Nederlanders behielden het fort tot aan het jaar 1872.